# Georg Dascher

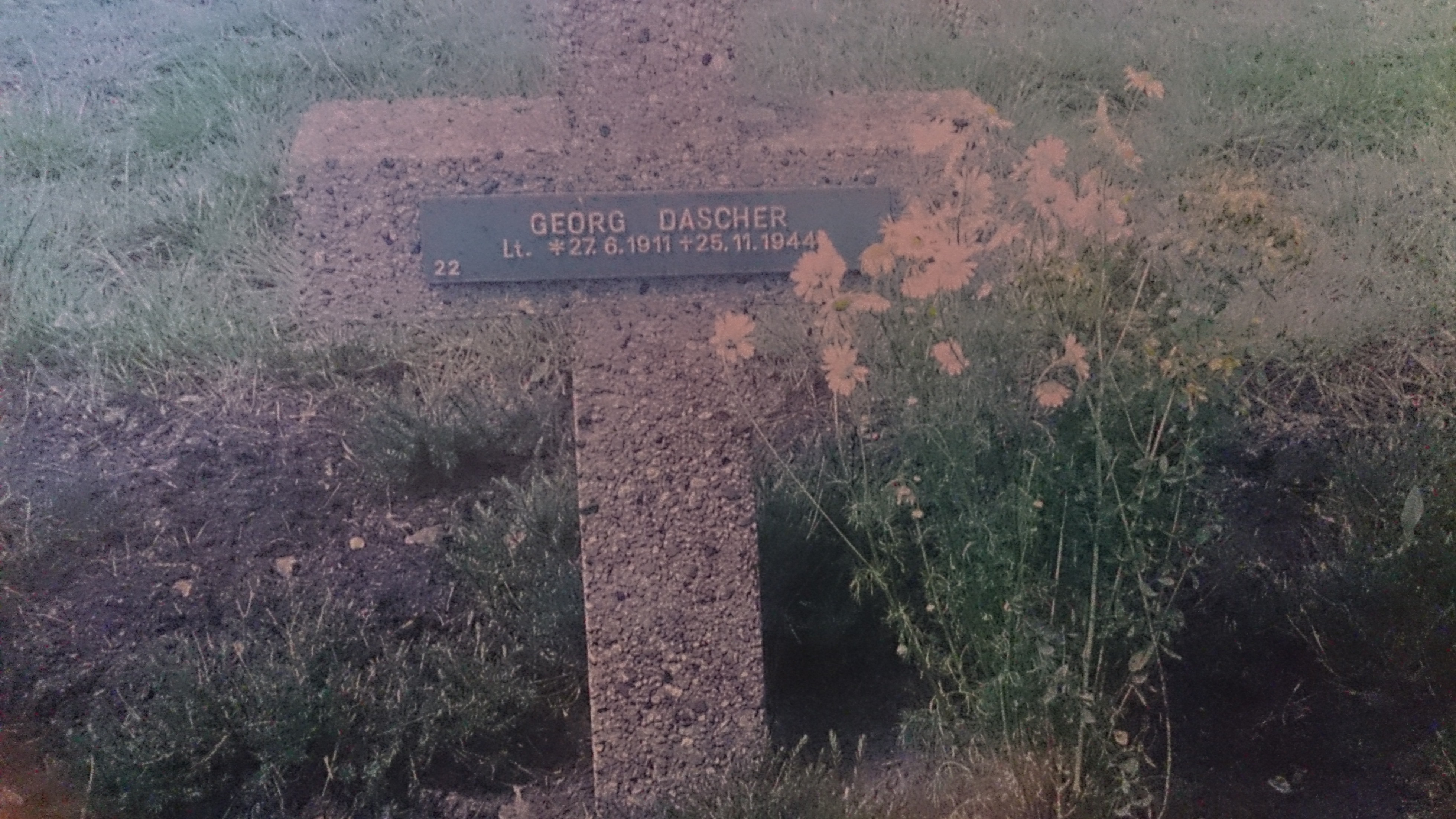
Graf van Dascher in Lommel

Georg Dascher (Groß-Zimmern, 27 juni 1911 – onbekend, 25 november 1944) was een Duits handballer.
Op de Olympische Spelen van 1936 in Berlijn won hij de gouden medaille met Duitsland. Dascher speelde twee wedstrijden.
Dascher was luitenant bij de Wehrmacht en stierf in het westelijke front. Hij is begraven op de Duitse militaire begraafplaats te Lommel (België).
Willy Bandholz · Wilhelm Baumann · Helmut Berthold · Helmut Braselmann · Wilhelm Brinkmann · Georg Dascher · Kurt Dossin · Fritz Fromm · Hermann Hansen · Erich Herrmann · Heinrich Keimig · Hans Keiter · Alfred Klingler · Arthur Knautz · Heinz Körvers · Karl Kreutzberg · Wilhelm Müller · Günther Ortmann · Edgar Reinhardt · Fritz Spengler · Rudolf Stahl · Hans Theilig